# Araguamastax larvaeformis
Araguamastax larvaeformis är en insektsart som beskrevs av Marius Descamps 1982. Araguamastax larvaeformis ingår i släktet Araguamastax och familjen Eumastacidae. Inga underarter finns listade i Catalogue of Life.